# Lars Karell
Lars Arne Karell (Helsinki, 7 giugno 1947) è un ex cestista finlandese.

## Carriera
Con la Finlandia ha disputato due edizioni dei Campionati europei (1965, 1967).

## Palmarès
- Campionato finlandese: 3

Tapion Honka: 1967-68, 1968-69, 1973-74